# Hansmartin Hüssner
Hansmartin Hüssner (* 1953 in Wiesenbronn; † 29. Mai 2006) war ein deutscher Geologe (Sedimentologie von Karbonatgesteinen) und Paläontologe mit dem Schwerpunkt fossiler Riffe.
Hüssner studierte ab 1975 Geologie und Paläontologie an der Ludwig-Maximilians-Universität München mit dem Diplom bei Franz Fürsich 1980 (Diplomarbeit über die Mikrofazies jurassischer Kalksteine des Apennin) und wurde 1985 bei Erik Flügel an der Universität Erlangen-Nürnberg promoviert (Jurassische Karbonate des westlichen Hohen Atlas – Mikrofaziesanalyse und plattentektonischer Rahmen). 1989 wurde er Assistent von Adolf Seilacher in Tübingen, wo er sich 1995 habilitierte (Reefs, an elementary principle with many complex realizations). 1995 wurde er Professor an der Goethe-Universität Frankfurt am Main.